# 카를 테오도르 잘레
카를 테오도르 잘레(덴마크어: Carl Theodor Zahle, 1866년 1월 19일~1946년 2월 3일)은 덴마크의 정치인이다. 소속 정당은 급진좌파당이다.
1895년 덴마크 의회 의원으로 선출되었으며 덴마크의 법무장관을 3차례(1909년 10월 18일~1910년 7월 5일, 1913년 6월 21일~1920년 3월 30일, 1929년 4월 30일~1935년 11월 4일) 역임했다. 1909년 10월 18일부터 1910년 7월 5일까지, 1913년 6월 21일부터 1920년 3월 30일까지 22대, 24대 덴마크의 총리를 역임했고 1936년 10월 7일부터 1939년 10월 2일까지 덴마크 의회 의장을 역임했다.
제1차 세계 대전 이후 잘레는 전쟁 도중 내각의 독일의 우호적이었던 점과 경제 규제로 인해 비판받았다. 뒤이어 슐레스비히 지역을 독일로부터 일부 반환받는 것에 대한 국민투표를 원하는 목소리가 생겨났다. 이후 국민투표 결과 북부 슐레스비히 지역은 덴마크에 통합되길 원했고, 중부 슐레스비히 지역은 독일에 남아있길 원했다. 그러나 당시 덴마크의 많은 민족주의자들은 투표결과에 상관없이 중부 슐레스비히 지역도 통합되어야 한다고 주장했다. 이에 국왕 크리스티안 10세는 잘레에게 중부 슐레스비히 지역을 덴마크에 통합시키라 지시했으나 잘레는 거부했다. 그러자 크리스티안 10세는 잘레 내각을 해산시키며 제1차 부활절 위기가 시작되었다.